# Zhang Zhong
Zhang Zhong (章钟S; Chongqing, 5 settembre 1978) è uno scacchista cinese.
Nel 1998 divenne all'età di 20 anni il 9º Grande maestro cinese.
Nel 2001 e nel 2003 ha vinto il campionato cinese assoluto.
Ha partecipato con la Cina a cinque olimpiadi degli scacchi dal 1996 al 2006. Ha vinto la medaglia d'argento di squadra alle Olimpiadi di Torino 2006.
Altri risultati:
- 1996:  secondo nel campionato del mondo juniores (under-20) di Medellín;
- 1998:  secondo nel campionato del mondo juniores di Kozhikode;
- 2002:  vince il campionato mondiale universitario di Ulan Bator[2];
- 2003:  vince il torneo B di Wijk aan Zee, con tre punti di vantaggio sul secondo classificato;
- 2005:  vince il Campionato asiatico individuale;
- 2008:  nei World Mind Sports Games disputati in ottobre a Pechino ha vinto la medaglia di bronzo nella categoria "rapid" maschile.

Nella Coppa del Mondo di scacchi 2005 superò al primo turno Michail Kobalia, ma perse nel secondo contro Ivan Sokolov.
Nel 2007 si è trasferito con la moglie, il maestro internazionale Li Ruofan, a Singapore, paese per il quale ha gareggiato fino al 2017 in tutte le competizioni.
Ha raggiunto il massimo punteggio Elo FIDE in aprile 2001, con 2667.